# Carel Alberts
Carel Cornelis Salomon Alberts (Amsterdam, 19 september 1927 – Hilversum, 13 april 2006) was een Nederlands musicus.
Alberts werd geboren in een muzikale familie, zijn vader was violist en had een orkest. Carel begon al op 14-jarige leeftijd met het bespelen van de contrabas.
Op zijn 20e ging hij stage lopen bij het Amsterdams Symphonie Orkest onder leiding van Piet van Egmond. In die tijd werkte hij ook samen met het orkest Guus Brox.
Hij richtte in 1951 Het Cocktail Trio op samen met Ad van de Gein en Tonny More. In dit trio was hij de bassist.
In 1973 begon Alberts, naast zijn werk als musicus, een horecazaak.
Op 13 april 2006 overleed Alberts na een kort ziekbed in het Hilversumse ziekenhuis aan darmkanker en werd begraven in natuurbegraafplaats Den en Rust in Bilthoven.